# 清水清一朗
清水 清一朗（しみず せいいちろう、1947年4月23日 - ）は、日本の政治家。元衆議院議員（1期）。

## 経歴
東京都東村山市諏訪町に農業清水米吉（1965年、精心幼稚園を創設。学校法人精心学園精心幼稚園前理事長兼園長）の次男として生まれる。東京都立小平高等学校を経て、日本大学法学部経営法学科卒業。東京相互銀行に勤務の後、義父の自由民主党衆議院議員小澤潔の公設第一秘書となる。
- 1993年 東京都議会議員選挙に北多摩1区から自由民主党公認で出馬し初当選。
- 1996年 第41回衆議院議員総選挙に東京20区から自由民主党公認で出馬するも落選（当選者は新進党公認の大野由利子（元公明党））。大野との得票差は977票（大野55559票・清水54582票）で惜敗率は全国第1位となる98.24％であったが、比例東京ブロックでの復活当選はならなかった。
- 2000年 第42回衆議院議員総選挙に東京20区から自由民主党公認で再出馬しようとしたが、自公連立政権による候補者調整により、現職の大野由利子が与党候補（公明党公認）として立候補することになった。このため自民党支部長でありながら自民党公認が得られず、無所属で立候補。地元の自民党都議・市議の支援を受けるも大敗（一方の大野も落選となり、与党系候補の共倒れとなる。東京20区の当選者は民主党公認の加藤公一であった。大野は政界引退）。
- 2003年 第43回衆議院議員総選挙に自民党公認を得て再度立候補。公明党は東京20区への候補者擁立を行わず撤退したものの、過去の経緯から清水を推薦しなかった。清水は再び落選。惜敗率73.47％で比例代表でも落選した（東京20区の当選者は民主党公認の加藤公一）。
- 2005年 第44回衆議院議員総選挙に無所属で出馬する方針であったが公示直前に出馬を取り下げ、公募候補者の木原誠二に選挙区を譲り自民党の比例東京ブロック30位で初当選。この時に初当選したいわゆる「小泉チルドレン」と83会を組織した。
- 2006年 自民党再チャレンジ支援議員連盟に参加した。
- 2008年 小選挙区からの立候補を希望し、麻生太郎首相とともに写った写真を用いたポスターを東京20区内で張り出すなど小選挙区からの立候補を前提とした活動を始める。
- 2009年 前回総選挙に引き続き木原誠二が東京20区で出馬することが決まり、清水は比例東京ブロック公認候補となった。清水は名簿上位搭載を期待したものの7月、再び比例単独下位での出馬を打診された。このことに不満を持ち、麻生首相に反旗を翻した中川秀直や鳩山邦夫による新党結成に期待したものの、彼らが矛を収め不発に終わったため、8月10日、公認を辞退し自民党を離党。みんなの党公認で東京20区より出馬する意向を表明する。しかし8月17日、「目指す政策が違う」としてみんなの党から立候補しないことを明らかにし、選挙不出馬となった。今後も政治活動は続ける意向で、選挙再出馬についても否定するものではないとの考えを表明した。選挙後の11月20日に自民党に離党届が受理された[1]。

## 人物・エピソード
- 衆議院初当選に際し朝日新聞の取材に応じ、「順位が最下位だったため告示（公示）前には党幹部に文句を言った。当選できるとはもちろん思っていなかった。神様が帳尻を合わせてくれたのだと思う。小泉純一郎総理のもとで頑張ります」と語った。
- 義父の小澤が宏池会に所属していたことから、清水も都議選初出馬以来同会の支援を受けていた。特定の派閥には属していなかったが、人脈的には宏池会（古賀派）に近かった。
- 地元では不動産管理業を営む。資産家として知られ、西武鉄道東村山駅前などに多数のビル・駐車場・貸店舗などを所有している。2007年7月に公開された2006年分国会議員所得報告書によると、資産家・実業家として著名な鳩山邦夫・松本龍・堀内光雄らの政治家の所得を上回り、小杉隆・田中眞紀子に次いで第3位、1億2939万円の所得があった。小杉隆は夫人の借金返済に充てるために処分した土地・建物の売却益による所得、田中眞紀子は通常の事業所得のほか越後交通などの株式運用益による所得であった。
- 2008年6月に公開された2007年分国会議員所得報告書においては、田中眞紀子をも上回り、松野頼久・奥野信亮に次いで第3位、1億1450万円の所得があった。ただし松野は不動産売却、奥野はストックオプション（自社株購入権）の権利行使による所得のため、事業所得では清水が実質トップとなった。
- 2009年7月に公開された2008年分国会議員所得報告書においては、松本龍・柳本卓治・松野頼久に次いで第4位、1億1000万円の所得があった。ただし松本龍は土地と建物の売却益、柳本卓治は株式の売却益、松野頼久は株譲渡と事業収入による所得であった。清水は不動産事業だけで8700万円の収入があった。3年連続で1億円以上の所得があった国会議員は清水だけだった。

## 所属していた団体・議員連盟
- 日韓議員連盟
- 再チャレンジ支援議員連盟
- 83会

## 親族
- 清水雅美 - 兄。元東村山市議会議長。自民党所属。

## 著書
- 『清水清一朗のニュートレンディ改革　すごいっ!生活が変わる四つの政策　教育福祉経済環境』　1996年　出版/東洋堂企画出版社　発売/万葉舎　ISBN 4-924706-62-0